# Юрья
Юрья́ — посёлок городского типа в Кировской области, административный центр Юрьянского муниципального района. Образует Юрьянское городское поселение, единственным населённым пунктом которого является.

## Этимология
В переводе с языка коми, «юр» означает «голова, изголовье».

## География
Посёлок находится в 50 км северо-западнее областного центра — города Кирова. Расположен на реке Юрье, близ впадения её в реку Великую.

## История
Посёлок возник в связи со строительством железной дороги Пермь — Котлас в 1899 году. До 1958 года Юрья входила в состав Ивановского сельсовета. В 1958 году присвоен статус рабочего посёлка.
В 1963 году посёлок стал центром Юрьянского района, выделенного из Мурашинского в границах существовавшего ранее Верховинского района.
До 1992 года в составе посёлка Юрья учитывалось население военного городка (впоследствии пгт и ЗАТО) Первомайский.

## Население
| 1959  | 1970  | 1979    | 1989    | 2002  | 2009  |
| ----- | ----- | ------- | ------- | ----- | ----- |
| 5217  | ↗8225 | ↗10 193 | ↗14 821 | ↘6169 | ↘5446 |
| 2010  | 2012  | 2013    | 2014    | 2015  | 2016  |
| ↗5668 | ↘5446 | ↘5436   | ↘5433   | ↘5367 | ↗5404 |
| 2017  | 2018  | 2019    | 2020    | 2021  |       |
| ↘5364 | ↘5286 | ↘5228   | ↘5168   | ↘5054 |       |

## Транспорт
В посёлке расположена железнодорожная станция Юрья Горьковской железной дороги. Рядом с посёлком проходит федеральная автодорога Р176 «Вятка».

## СМИ
Издаётся районная газета «Юрьянские вести».

## Культура
В посёлке расположены районная детская библиотека, центр культуры и досуга, детская школа искусств. средняя школа.

## Известные земляки
- Дорофеев, Анатолий Васильевич (1920—2000) — Герой Российской Федерации, уроженец деревни Лызгач.
- Баранцев, Рэм Георгиевич (1931—2020) — математик[21].Марат Гафаров—волейболист

## Галерея

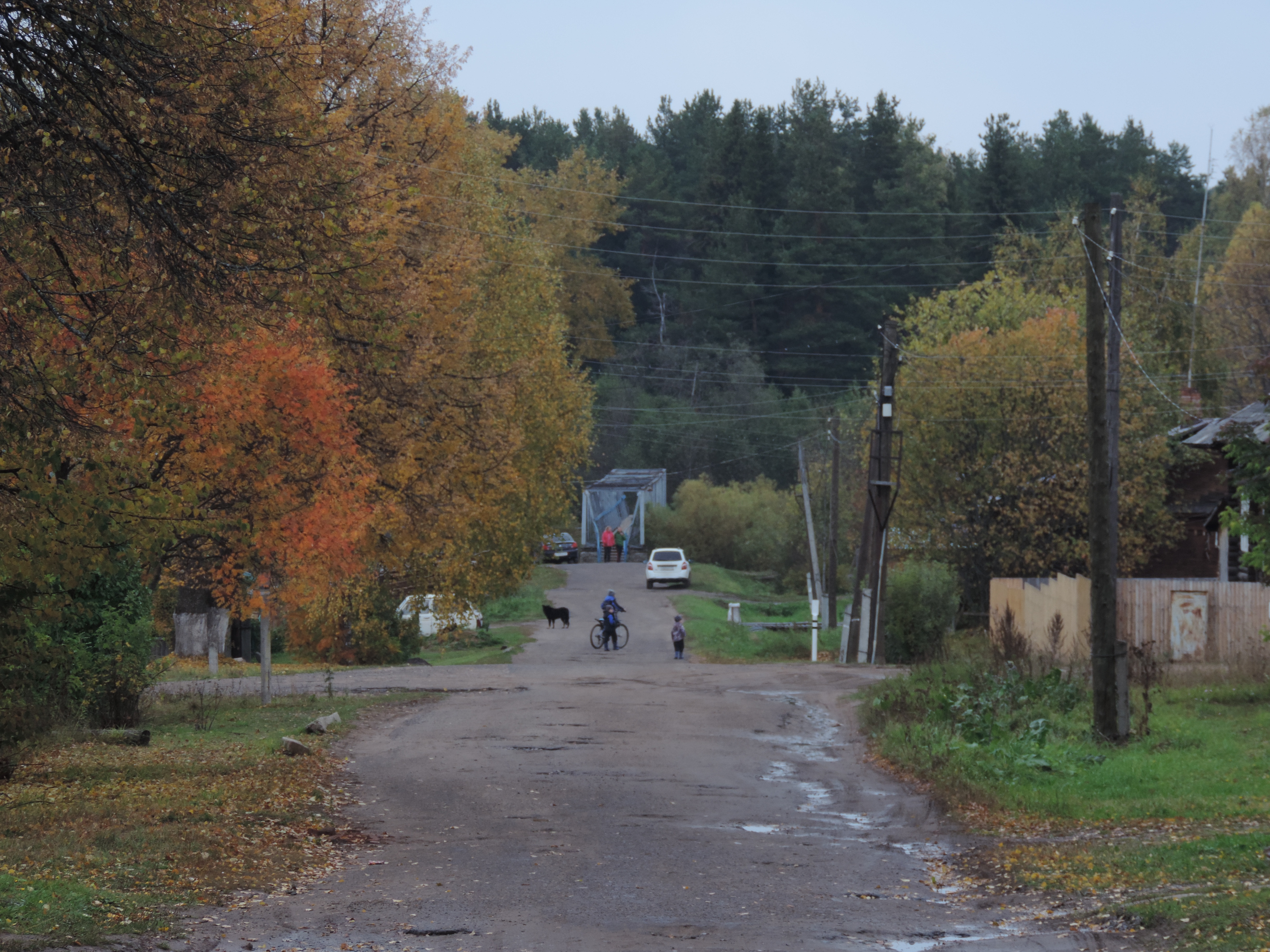
Улица Советская; на заднем плане мост в Заречный парк
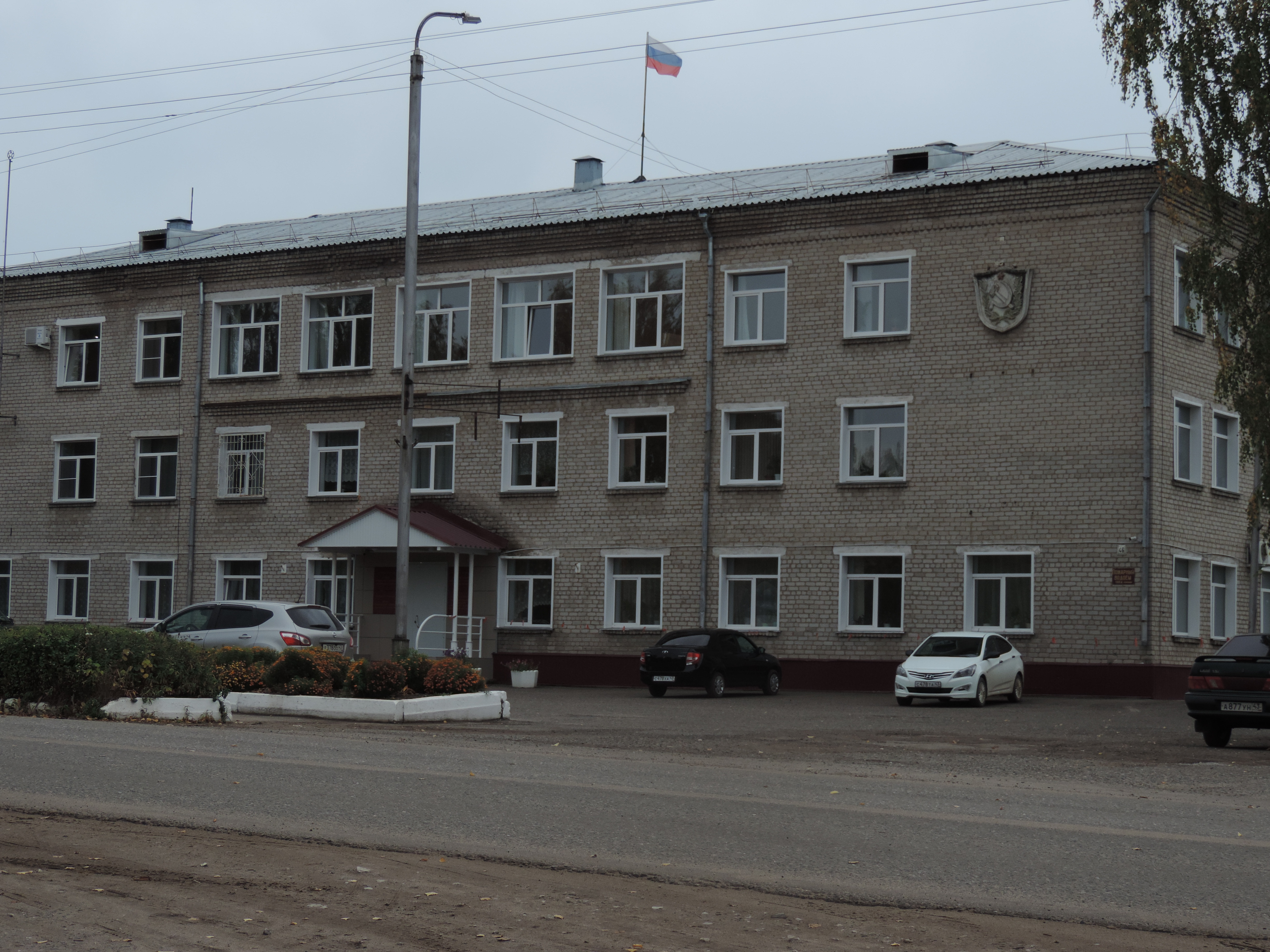
Администрация Юрьянского района
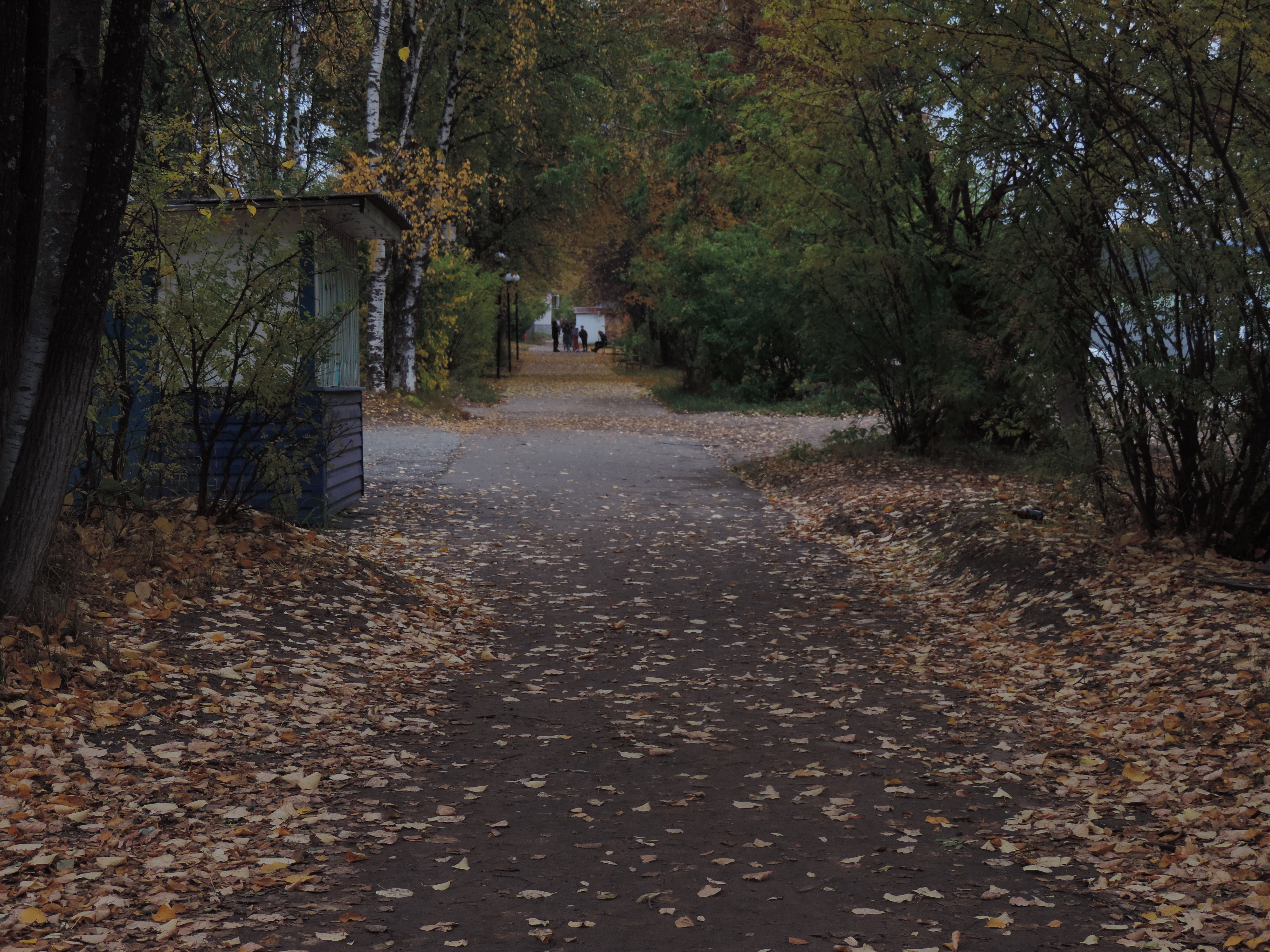
Пешеходная аллея по улице Ленина
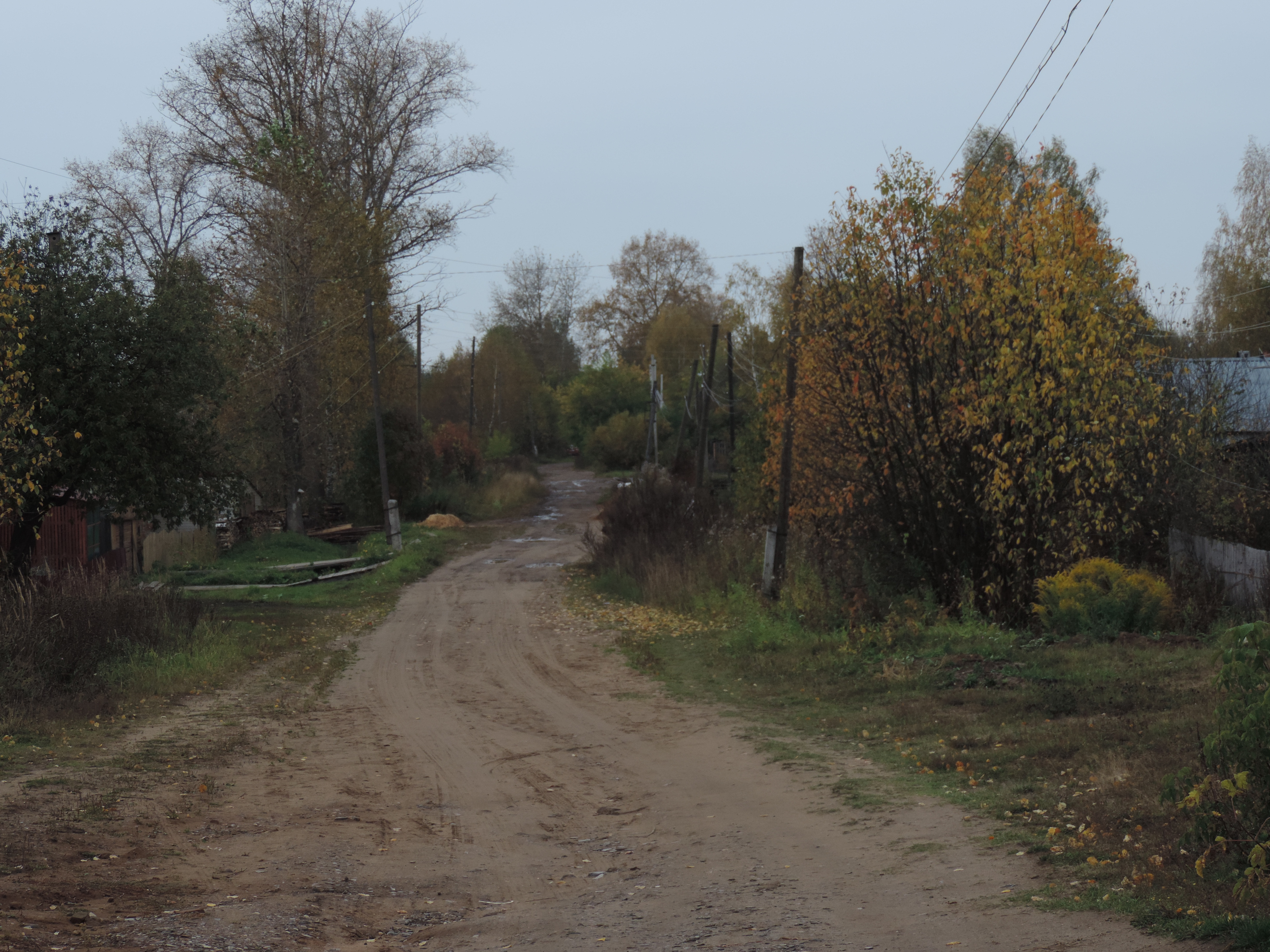
Улица Пушкина
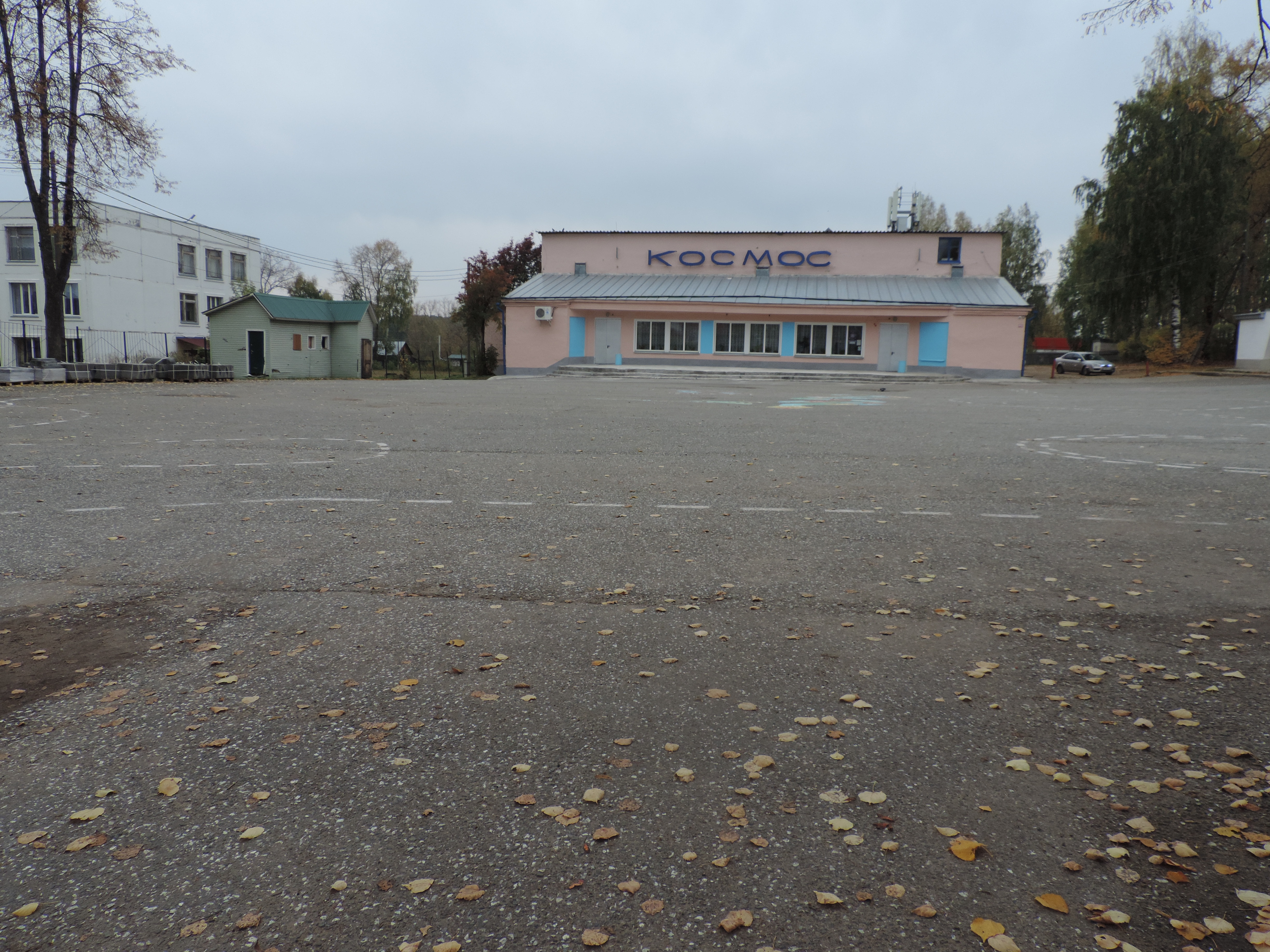
Кинотеатр «Космос»